# Heinrich Sachs
Heinrich Sachs (ur. 8 lutego 1863 w Halberstadt, zm. 16 stycznia 1928 we Wrocławiu) – niemiecki lekarz neurolog. 

## Życiorys
Studiował medycynę na Uniwersytecie Fryderyka Wilhelma w Berlinie, tytuł doktora medycyny otrzymał w 1885 po przedstawieniu dysertacji na temat stwardnienia zanikowego bocznego. W 1897 habilitował się z neurologii i psychiatrii we Wrocławiu, gdzie pracował w klinice Carla Wernickego. Otrzymał tytuł profesora nadzwyczajnego. Później kierował oddziałem neurologicznym i neurochirurgicznym Szpitala Żydowskiego we Wrocławiu. Jego córką była poetka Lessie Sachs-Wagner.

## Wybrane prace
- Ueber amyotrophische Lateralsclerose (1885)
- Der Hinterhauptlappen (1892)
- Das Hemisphärenmark des menschlichen Grosshirns Breslau, 1892
- Vorträge über Bau und Thätigkeit des Grosshirns und die Lehre von der Aphasie und Seelenblindheit: für Aerzte und Studirende. Breslau, Preuss & Jünger, 1893 (290 ss.)
- Das Gehirn des Förster'schen Rindenblinden
- Die Entstehung der Raumvorstellung aus Sinnesempfindungen. Psychiatrische Abhandlungen 5 (1897)
- Ueber Flechsig's Verstandescentren[3].  (1897)
- Gehirn und Sprache. Bergmann, 1905 128 ss.
- Bau- und Thätigkeit des menschlichen Körpers. Leipzig: Teubner 1907
- Die Unfallneurose. Ihre Entstehung, Beurteilung und Verhütung. Eine kritische Studie. Preuss & Jünger Breslau 1909 (122 ss.)